# 南昌戰鬥 (抗日戰爭)
南昌戰鬥發生於1939年4月22日－5月9日，地點則是在中國贛中北一帶。是抗日戰爭主要戰鬥之一，交戰一方為守軍之國民革命軍，另一方則為日軍。